# 井上武子

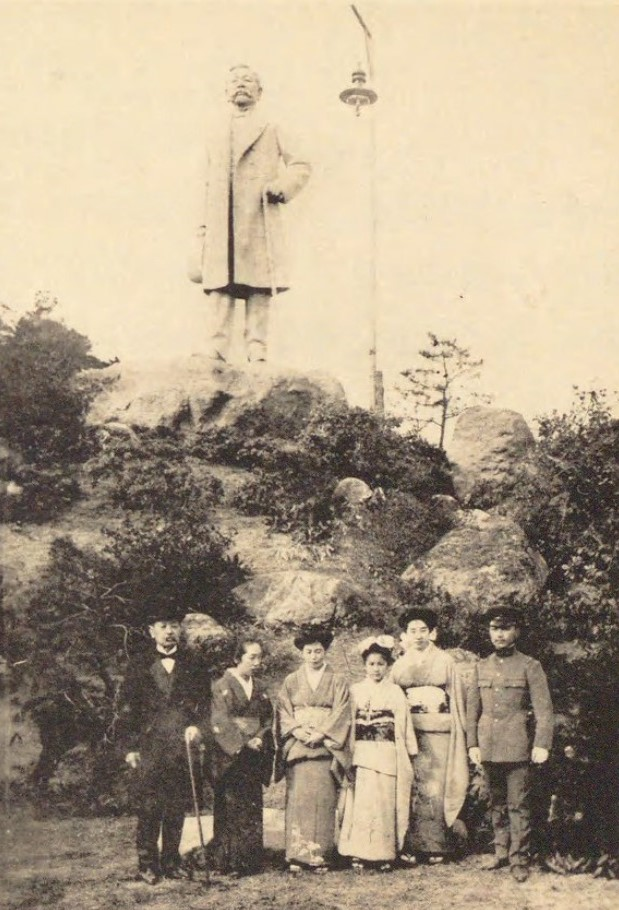
左より井上馨、武子、末子、千代子、幸子、三郎

井上 武子（いのうえ たけこ、1850年5月4日〈嘉永3年3月23日〉 - 1920年〈大正9年〉3月21日）は、日本の女性。井上馨の妻。夫と共に「鹿鳴館外交」を担い「鹿鳴館の華」とも言われた。旧姓は岩松、新田。

## 経歴
生年は嘉永5年（1852年）とも。父は上野国下田島（現・群馬県太田市下田島）領主の岩松（新田）俊純。母は旗本の関盛泰の娘の千代子。武子は幼少期を下田島で送ったが、明治元年（1868年）の10月に東京へ上っている。
明治2年（1869年）、当時大蔵少輔であった井上馨と結婚した。
1876年（明治9年）に井上と共にアラスカ号で渡航し、アメリカ、イギリス、ドイツ、フランスにそれぞれ滞在する。その折に西洋式社交術を修得した。その他にも福沢諭吉の愛弟子・中上川彦次郎から英語を学び、社交界に必要不可欠な文学・料理・ファッション・テーブルマナーなどの知識も吸収した。1878年（明治11年）に帰国する。
帰国後は、外務卿になった井上の推し進めた西洋化政策を助けて、1883年（明治16年）の鹿鳴館開館には井上と共に主催者として名を連ねた（鹿鳴館の舞踏会は従来の日本の慣習に反し、夫婦招待だった）。鹿鳴館では井上の妻として夜会と取り仕切り、他の明治政府高官の妻にファッションや食事のマナーを指導したともいう。また、ヨーロッパ滞在で親しくなった各国の大使、公使も武子を助けた。
また、鹿鳴館で伊藤梅子、渋沢歌子と慈善バザーをおこなっている。
井上が外相を退いた後は表舞台に出ることはなかったが、1893年（明治26年）には、旧交のある大隈綾子と雲照が始めた夫人正法会の機関誌『法の母』の発起人に、毛利安子（公爵毛利元徳夫人）、蜂須賀随子（侯爵蜂須賀茂韶夫人）とともに参加した。
1915年（大正4年）9月に井上が79歳で没すると、それを看取った。5年後の1920年（大正9年）3月21日に70歳で死去した。

## 経歴に関する異説
明治維新後、三枝（大隈）綾子とともに茶屋奉公をしていたともいわれているが、小僧時代に修業先で三枝家を見知っていた高村光雲はこれを否定している。
中井弘の妻になったとされるが、系図からは確認できない。実家が貧窮した三枝家と違い、武子の父の俊純は「新田官軍」の総帥として戊辰戦争に従軍して、慶応4年（1868年）に越後府知事に任命されているので、武子に中井の妻になる理由も見当たらない。
ピエール・ロティの「江戸の舞踏会」（短編集『秋の日本』に収録）によると、武子（舞踏会の主催者の夫人）は「元ゲーシャで一外交官に見初められて、のちに大臣夫人となった」とある。
馨、武子の死後であるが「上毛新聞」昭和８年５月７日付には中井弘は両者の媒酌人とある。

## 家系に関して
岩松氏は足利氏の支流であるが、新田義貞の三男・義宗の子の容辻丸を養子にしたとして「新田岩松氏」を称した。ただし、徳川家康からは冷遇され、領地は新田荘の内の下田島120石に留められた。
岩松家は1884年（明治17年）に新田義貞の後裔として男爵に叙されているが、これは武子と井上の力が大きかったとされる。

## 関連作品
小説
- 山田風太郎『エドの舞踏会』（1983年）
- 智本光隆『猫絵の姫君ー戊辰太平記―』（2022年）

テレビドラマ
- TBS『風が燃えた』（1978年） - 水原英子
- TBS『妻たちの鹿鳴館』（1988年、上記の山田作品のドラマ化） - 草笛光子
- NHK大河ドラマ『青天を衝け』（2021年） - 愛希れいか[1]